# Szabó M. Attila
Szabó M. Attila (Szilágysomlyó, 1938. november 15. –) erdélyi magyar szótárszerkesztő, helytörténész.

## Életútja, munkássága
Középiskoláit a zilahi Ady Endre Elméleti Líceumban végezte (1955), majd a BBTE Történelem–Filológia Fakultásán szerzett tanári oklevelet (1961). 1961–65 között a szilágysomlyói, utána három évig a szilágyperecseni általános iskolában, majd újra szülővárosában, a Mezőgazdasági Líceumban tanított 1969-ig; 1969–71 között az erzsébetvárosi Elméleti Líceumban volt tanár, aztán 1990-ig a kiskapusi Elméleti, majd Vegyipari Líceumban, végül pedig nyugdíjba vonulásáig, 1999-ig a medgyesi Báthory István Általános Iskolában és a magyar tannyelvű líceumban. Feleségével, Szabó M. Erzsébettel közösen vezették 1974–86 és 1990–94 között a medgyesi magyar szabadegyetemet - az előadásokat hetente tartották; 1992. ápr. 30 - 1996. jan. 31 között a Szeben megyei RMDSZ elnöke, 1998-ig a Szeben megyei EMKE szervezetet vezeti, elnöki minőségében indítványozta a medgyesi Magyar Ház (Millenium Ház) létesítését, jelentős szerepet vállalt az épület létrehozásában. A Ház felavatására 2000-ben került sor. 1994-től két éven át a Medgyesen és Segesváron időszakosan megjelenő Nagy-Küküllő c. lap szerkesztője volt. 2011. szept. 24-én Szilágysomlyón rendezett XIX. Báthory Napok alkalmával Szabó M. Attila átvette munkássága elismeréseként a "Szilágysági Magyarok" díszoklevelet. 2013. okt. 3-án megkapta  Szilágy megye Tanácsa és a Megyei Könyvtár díszoklevelét: Diploma de Onoare. Oamenii de seamă ai Sălajului címmel. 2013. nov. 23-án Marosvásárhelyen az RMDSZ Ezüstfenyő díját és oklevelét vette át. 
2019. január 19-én Budapesten átvette a Magyar Kultúra Lovagja címet.
Ismeretterjesztő cikkekkel a Korunk, Nagy-Küküllő, Nagyszeben és Vidéke, valamint az Európai Idő hasábjain jelentkezett. Számos szabadegyetemi vetített képes előadást tartott Medgyesen, Nagyszebenben, Dicsőszentmártonban, Segesváron, Brassóban, Székelyudvarhelyen. Cikkek, tanulmányok fordítását végezte magyarra német és román nyelvről.
Publikációi:
1. Fejezetek a dél-bukovinai szászok történetéből. In: Európai Idő, 1991. május.
2. Erdélyi helységnévszótár (Szabó M. Erzsébettel), Kriterion Könyvkiadó, Bukarest, 1992.
3. Romániai Magyar Irodalmi Lexikon, III. kötet Kh - M. Kriterion Könyvkiadó, Bukarest 1994. Munkatárs.
4. Szilágysomlyó megnevezései. In: A 750 éves Szilágysomlyó (tanulmánykötet), Szilágysomlyó, 2001. 13–15.
5. Erdély, Bánság és Partium történeti és közigazgatási helységnévszótára, Teleki Alapítvány Budapest, Pro Print Könyvkiadó, Csíkszereda I. II. kötet. 2003.
6. Erdélyi helységnévszótár – Dicţionar de localităţi din Transilvania – Ortsnamenverzeichnis für Siebenbürgen. (Szabó M. Erzsébettel) Második, átdolgozott és javított kiadás. Kriterion Könyvkiadó, Kolozsvár, 2003.
7. Medgyesi Újság (1905-1918) román nyelven. In: Contribuţii la istoria presei medieşene. Beiträge zur Geschichte der Mediascher Presse. Volum îngrijit de Helmuth Julius Knall. Mediaş, 2003. 43-47.
8. Betekintés az erdélyi szászok autonómiájába. Întroducere în problematica autonomiei saşilor din Transilvania. In: Történelmi autonómiák a Kárpát-medencében. Autonomii istorice în spaţiul carpato-dunărean. Csíkszereda - Miercurea Ciuc, 2004. 24-34, 35-45.
9. Erdély, Bánság és Partium történeti és közigazgatási helységnévszótára CD-ROM. Arcanaum Adatbázis Kft. Budapest, 2006.
10. Magyar oktatási intézmények a Magura aljában. A szilágysomlyói gimnázium története. Székelyudvarhely, 2011. http://mek.oszk.hu/11000/11069
11. Volt egyszer egy.... Adatok a medgyesi szabadegyetem történetéhez. Az általános és magyar műveltség terjesztése Medgyesen. Tanulmánykötet.  Medgyes, 2012.
12. A fenti tanulmány rövidített változata. In: Areopolis. Történelmi és társadalomtudományi tanulmányok. Székelyudvarhely, 2012. 235-259.
13. Adatok a medgyesi szabadegyetem történetéhez. In: Átalvető, Szekszárd, 85. szám, 2013. március. 40.
14. Medgyes történeti kronológiája. Összeállította Szabó M. Attila. www.medgyes.ro/node/95
15. Kőtől kőig. Szeben megye műemlékei és jeles helyei. Tortoma Kiadó, Barót, 2014.
16. A Nagy-Küküllő útja. Tudományos-ismeretterjesztő film. Duna TV. 2015. tudományos munkatárs.
17. Szilágysomlyó krónikája a korabeli sajtó cikkeinek alapján. Iván Józseffel együtt, 1100 oldalon, két kötetben.
18. Gimnázium (a szilágysomlyói magyar oktatásról), Asante Kiadó, Zilah, 2020.
19. Medgyes dél-erdélyi város krónikája és adattára (kézirat)

## Helységnévtárai
Feleségével, Szabó M. Erzsébettel közösen szerkesztette az Erdélyi helységnévszótárt (Bukarest, 1992; második, német, szász, szerb és ukrán helységnevekkel bővített és javított kiadása Kolozsvár, 2003). A kézikönyv a román–magyar–német törzsrész mellett az Erdélyben, a Bánságban, a történelmi Máramarosban és a Partiumban beszélt nyelveken (szász, szerb, ukrán-ruszin, szlovák, cseh, horvát, bolgár, lengyel, jiddis) is tartalmazza a településneveket. Újabb szótára: Erdély, Bánság és a Partium történeti és közigazgatási helységnévtára. I–II. (Csíkszereda, 2003.) Ez utóbbi szótár digitalizált CD-ROM változatát a budapesti Arcanum Adatbázis Kft. 2006-ban adta ki.